# Kevin Geyson
Kevin Geyson (Winnipeg, 12 aprile 1984) è un tuffatore e modello canadese.

## Biografia
Ai Giochi del Commonwealth di Delhi 2010, si è aggiudicato la medaglia di bronzo nel sincro 10 metri, gareggiando al fianco del connazionale Eric Sehn.
Ai Giochi panamericani di Guadalajara 2011 ha vinto la medaglia di bronzo nella piattaforma 10 metri sincro, sempre in coppia con Eric Sehn. 
Nel 2011 è stato vittima di un grave incidente stradale: un'automobile lo ha investito, mentre si trovava a Shanghai per i campionati mondiali di nuoto 2011.
Il periodo della riabilitazione lo ha spinto alla scelta di divenire terapista sportivo, specializzato in riabilitazione e un ritorno graduale allo sport, attività che ha praticato dopo il ritiro dall'attività agonistica.
Particolarmente avvenente, è anche modello per l'agenzia Modèles LCP. È stato ritratto per Adon Magazine.

## Palmarès
- Giochi panamericani

Guadalajara 2011: bronzo nella piattaforma 10 m sincro
- Giochi del Commonwealth

Delhi 2010: bronzo nella piattaforma 10 m sincro